# Mathieu Bozzetto
Mathieu Bozzetto (n. 16 noiembrie 1973, Chambéry, Rhône-Alpes, Franța) este un sportiv ce a reprezentat Franța, medaliat olimpic. A participat la 4 ediții ale Jocurilor Olimpice (1998, 2002, 2006, 2010) în care a câștigat o medalie de bronz.